# Ortholeptura valida
Ortholeptura valida är en skalbaggsart som först beskrevs av Leconte 1857.  Ortholeptura valida ingår i släktet Ortholeptura och familjen långhorningar. Inga underarter finns listade i Catalogue of Life.